# Thomas Hirschhorn
Thomas Hirschhorn est un artiste plasticien suisse né le 16 mai 1957 à Berne. 

## Biographie

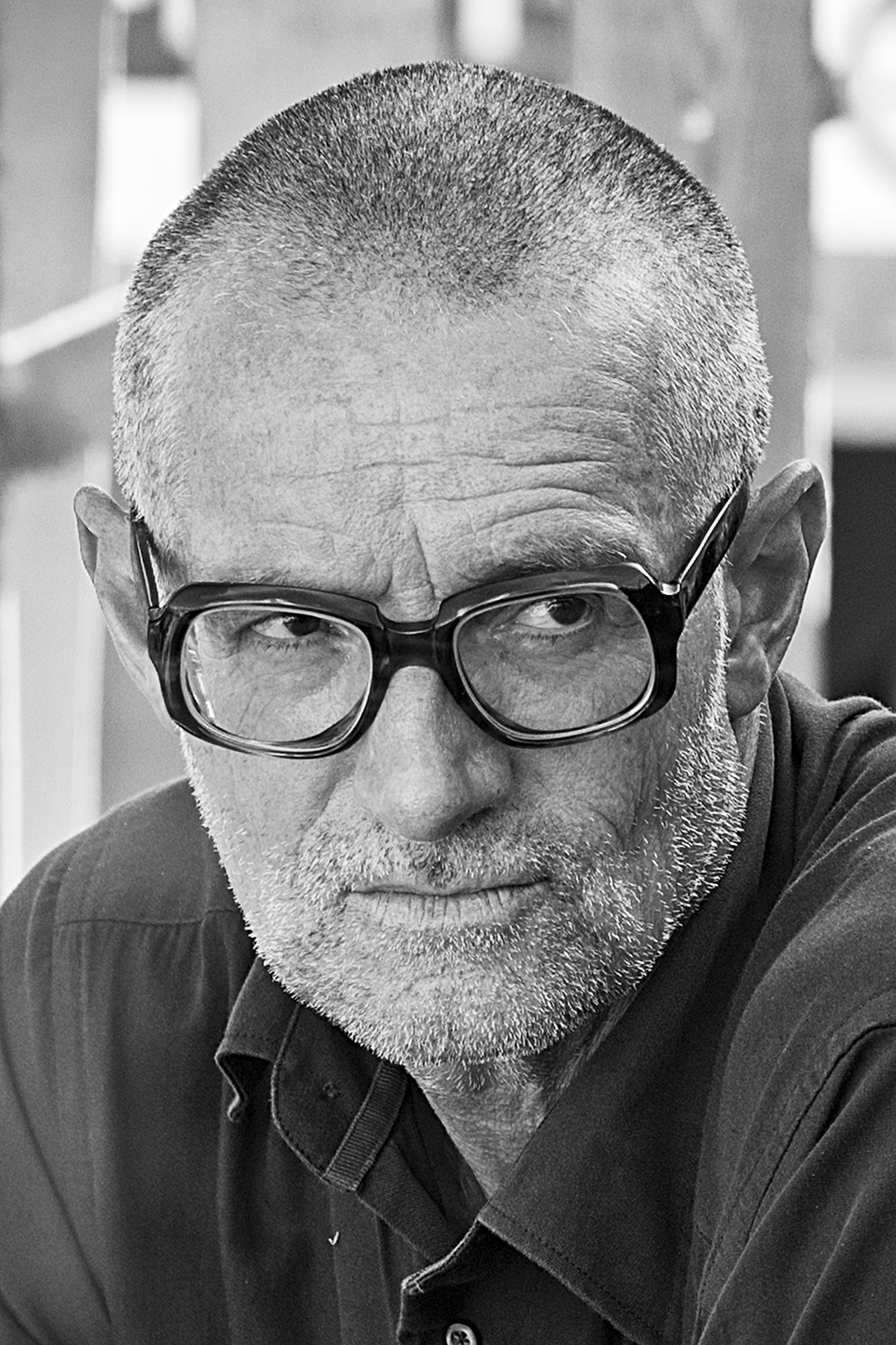
Thomas pendant la Robert Walser-Sculpture en 2019 à Bienne.

Thomas Hirschhorn passe son enfance à Davos, dans les Grisons. De 1978 à 1983, il suit les cours de la Schule für Gestaltung (école des arts décoratifs) de Zurich. Depuis 1984, il vit et travaille à Paris.
Ses œuvres lui valent une réputation certaine, à partir des années 1990 : son travail est exposé tant en France (Paris) qu'à l'étranger (New York, Munich, Berlin, Francfort, Bilbao, Biennale de Venise, Tate Modern de Londres), et en Suisse (Zurich, Lucerne, Berne, Saint-Gall, Fribourg, Genève, Bienne).
Hirschhorn affirme un engagement sans relâche envers le public non exclusif par de nombreux projets dans l'espace public. En 2004, il réalise le Musée précaire Albinet à la Cité Albinet, à Aubervilliers, et y présente des œuvres originales du musée national d'Art moderne. Ce projet audacieux et novateur fut produit par les Laboratoires d'Aubervilliers. 
Figure engagée, Hirschhorn a déclaré en 2004 qu'il refuserait d'exposer en Suisse tant que Christoph Blocher siégerait au Conseil fédéral,.

## Idées artistiques
Depuis la fin des années 1980, Thomas Hirschhorn se concentre sur la création de sculptures précaires faites main. Il les conçoit à partir de matériaux issus de la vie courante tels que des vieux papiers, des feuilles d'aluminium, des cartons. Ses sculptures sont souvent des « monuments » à des personnes qu'il admire. Elles requièrent parfois la participation de la population locale, Thomas Hirschhorn refusant d'être un artiste confiné aux salons mondains.
L'œuvre de Thomas Hirschhorn est traversée par les questions, les contradictions et les scandales qui taraudent la société contemporaine, marquée par la mondialisation. L'artiste milite en faveur de davantage de justice et d'égalité.

« Énergie=oui ! Qualité=non ! », affirme l'artiste ; en 2000, lors de la remise du prix Marcel-Duchamp à Hirschhorn, le jury a estimé que : 

« le lauréat fait preuve d’une réelle maturité et d’un grand sens de sa responsabilité d’artiste, et de même, que son œuvre relève d’une originalité et d’une inventivité remarquables. »

## Œuvres
- 2 Tränen etc., vidéo, 1995
- Remix Pizza, vidéo, 1996

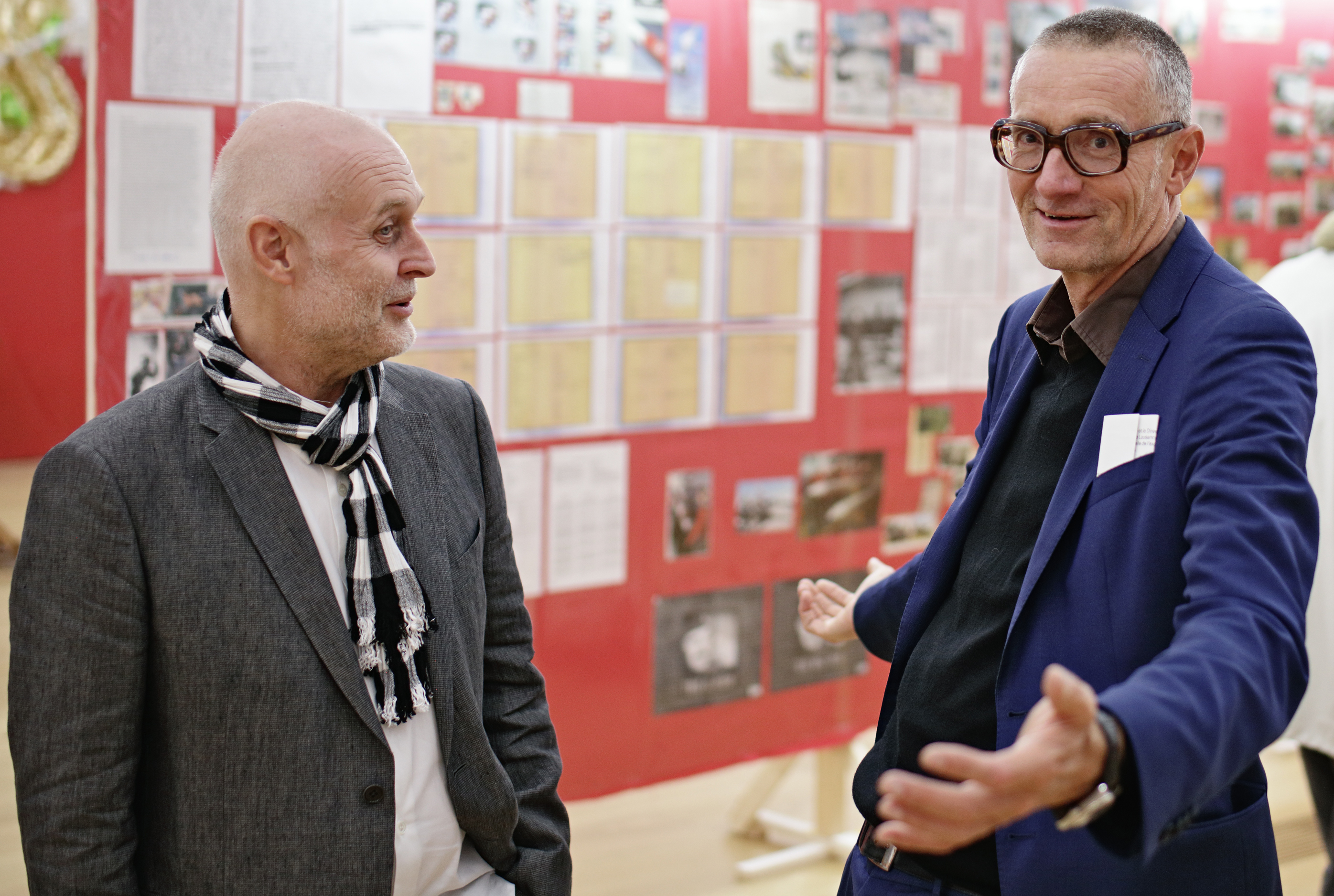
Thomas Hirschhorn présente Swiss Army Knife au Musée cantonal des beaux-arts de Lausanne en présence de son directeur Bernard Fibicher, en 2019.

- Rosa Tombola, Invitations, galerie nationale du Jeu de Paume, Paris, 1994
- World-Understanding Engine, Institut Français de Bilbao, 1996
- Skulptur Sortier Station, Skulptur Projekte, Münster 1997, Centre national d'art et de culture Georges-Pompidou, Paris, 2001
- Pilatus Transformator, Pasqu'Art, Bienne, 1997
- Swiss Army Knife, Kunsthalle Bern, 1998
- Critical Laboratory, Mirror's Edge, Bildmuseet, Umea, 1999
- Flugplatz Welt/World Airport, 48e Biennale de Venise, 1999
- Jumbo Spoons and Big Cake, Art Institute of Chicago, 2000
- Deleuze-Monument, La Beauté, Avignon, 2000
- Sas de contamination, collection Lambert, Avignon, 2000
- Archeology of Engagement, MACBA, Barcelone, 2001
- Bataille Monument, Documenta 11, Kassel, 2002
- 24H Foucault, Nuit Blanche, Palais de Tokyo, Paris, 2004
- Musée précaire Albinet, Aubervilliers, 2004
- Swiss-Swiss Democracy, Centre culturel suisse, Paris, 2004
- The Bijlmer Spinoza-Festival, Open Source, Amsterdam, 2009
- Too Too-Much Much, musée Dhondt-Dhaenens, Deurle, 2010
- Théâtre Précaire, Biennale d'art contemporain de Rennes, 2010
- Crystal of Resistance, Pavillon Suisse, 54e Biennale de Venise, Venise, 2011
- Touching Reality, La Triennale 2012 - Intense Proximity, Paris, 2012[6]
- Gramsci Monument, the Bronx, New York, 2013[7]
- Flamme Éternelle, Palais de Tokyo, Paris, 2014
- Break-Through, Centro per l'arte contemporanea Luigi Pecci, Prato, 2016
- Re-Sculpt, McaM, Shanghai, 2018
- Robert Walser-Sculpture, 15 juin - 8 sept. 2019, Bienne
- Sas de contamination (réactivation), collection Lambert, Avignon, 2022

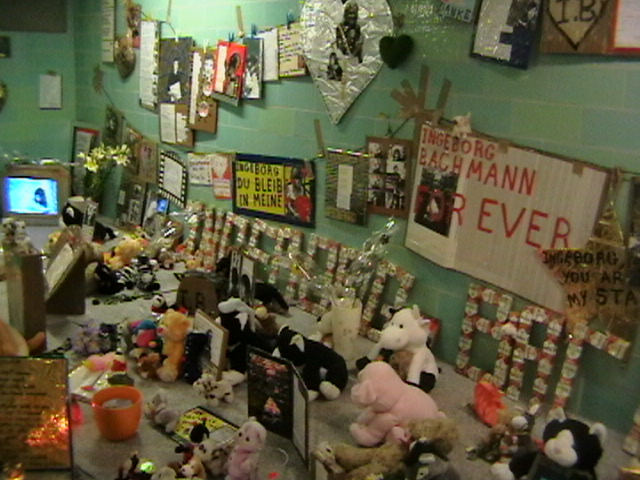
Installation Ingeborg Bachmann Altar, 2006.
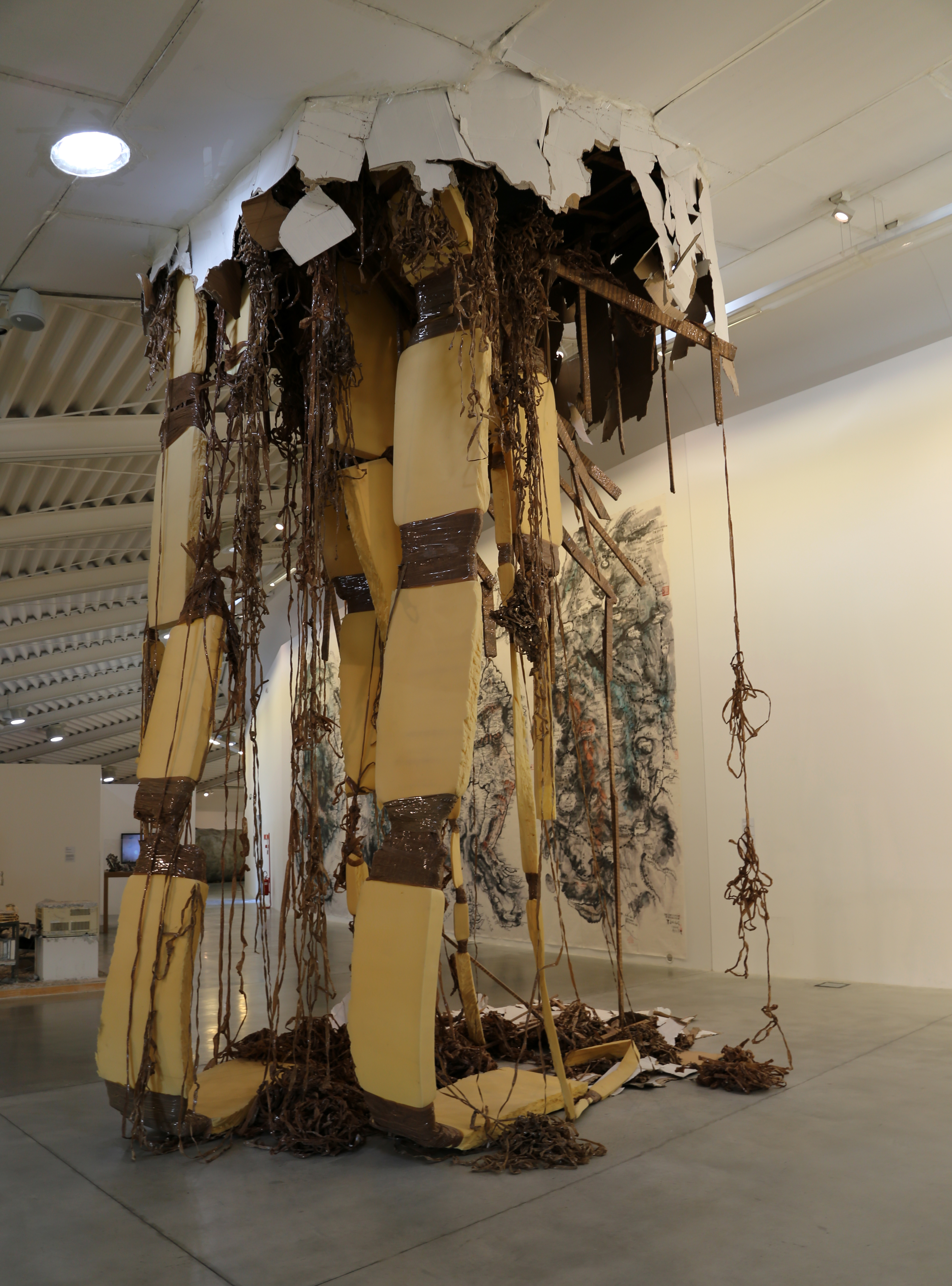
Break-Through, Centro per l'arte contemporanea Luigi Pecci, Prato, 2016.
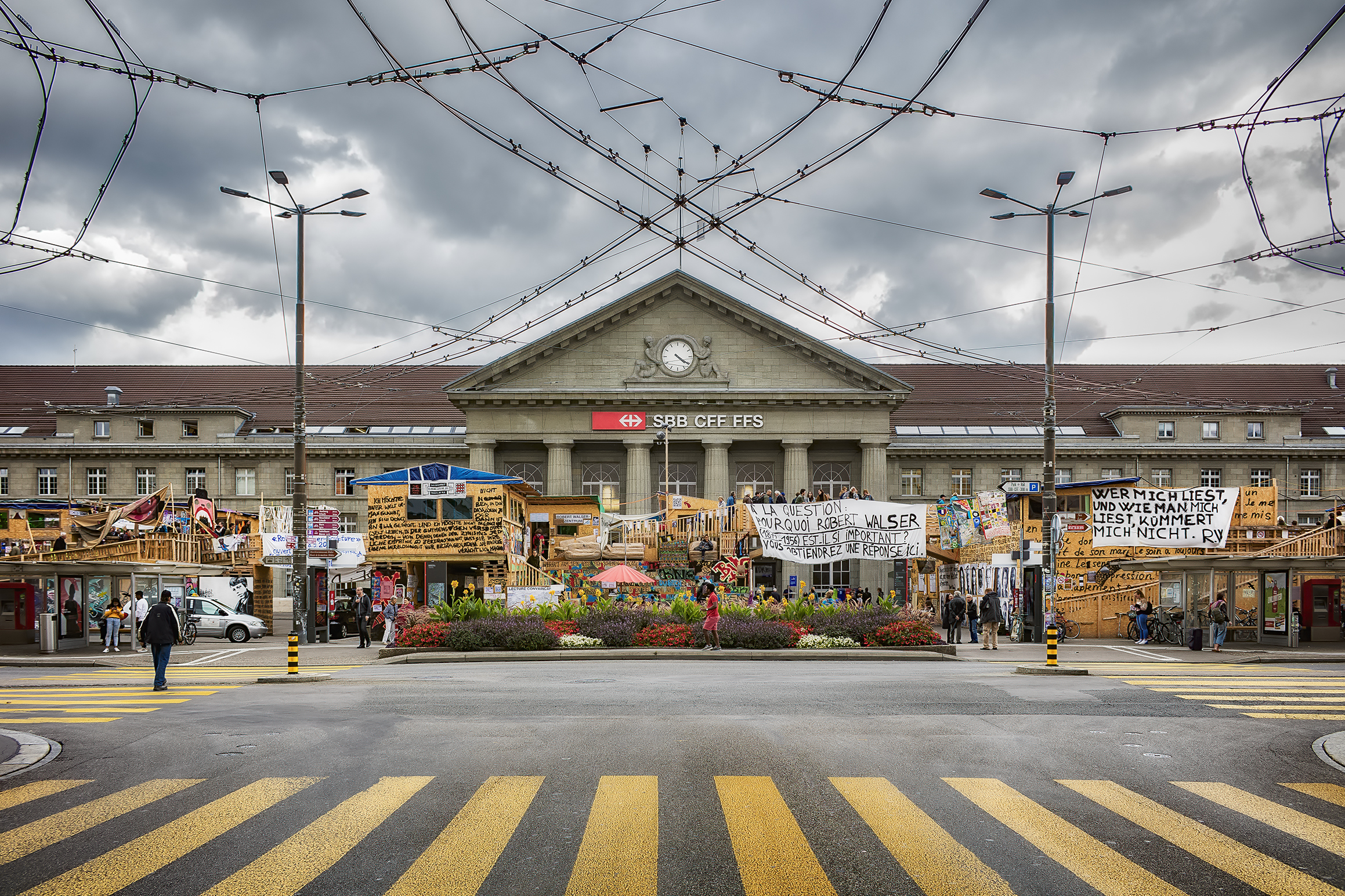
La Robert Walser-Sculpture, 2019, Bienne.

## Distinctions
- 1999 : Prix Junge Schweizer Kunst, décerné par Zürcher Kunstgesellschaft
- 2000 : Prix Marcel-Duchamp, décerné par l'Adiaf, Paris
- 2003 : Rolandpreis für Kunst im öffentlichen Raum, décerné par Stiftung Bremer Bildhauerpreis, Brème
- 2004 : Prix de la Fondation Beuys, Bâle
- 2005 : Lauréat du prix de la meilleure œuvre, Art Awards 2005, décerné par Beaux Arts Magazine
- 2006 : Prix Dutch Aica pour “Anschool“, meilleure exposition de ces trois dernières années
- 2011 : Prix Kurt-Schwitters, décerné par Sprengel Museum, Hanovre
- 2018 : Prix Meret Oppenheim, The Federal Office of Culture, Bâle

### Monographies
- Benjamin H. D. Buchloh, Alison M. Gingeras, Carlos Basualdo, Thomas Hirschhorn, New York, Phaidon, 2004  (ISBN 07148 42737)
- Claire Bishop (en), Sebastien Egenhofer, Hal Foster (en), Manuel Joseph, Yasmil Raymond, Marcus Steinweg, Thomas Hirschhorn, Establishing a critical Corpus, Zurich/Dijon, JRP/Ringier/Les Presses du réel, 2011  (ISBN 978-3-03764-185-9)
- Stéphanie Moisdon (en) (éd.), Thomas Hirschhorn: Early Video Works 1995-1997, Zürich, JRP|Ringier Kunstverlag, 2013, DVD  (ISBN 978-3-03764-302-0)
- Anna Dezeuze, Thomas Hirschhorn, Deleuze Monument, Londres, Afterall Books, 2014  (ISBN 978-1-84638-143-0)
- Eric Valentin, Thomas Hirschhorn et Georges Bataille. La foudre et les flammes, Paris, L'Harmattan, 2018  (ISBN 978-2-343-15961-4)
- Vittoria Martini, The Bijlmer Spinoza-Festival. The Ambassador's Diary, Berlin, éd. Hatje Cantz, 2023  (ISBN 978-3775752626)

### Écrits et contributions
- « Bilbao catalogue », Journal de l’Institut Français de Bilbao, n°5, avril-mai-juin 1996.
- 33 Ausstellungen im öffentlichen Raum, 1998-1989, Zürich, Schweizerische Graphische Gesellschaft, 1998.
- Kalender/Calendar/Calendrier 1999, Francfort, Portikus, 1999.
- Deleuze-Monument, les documents, Avignon, La Beauté, 2000.
- Material: Public Works − The Bridge 2000, Londres, Book Works/Whitechapel Art Gallery, 2001.
- Bataille Maschine, Merve Verlag, Berlin, 2003  (ISBN 3-88396-190-6)
- « Statement Altar », in Now What? Artists Write!, Utrecht, Basis voor actuele Kunst, 2004.
- « About the Musée Précaire Albinet », Modern Painters, Summer 2004.
- « My Warhol », ArtForum, Special issue: “This is Today, Pop after pop”, Oct. 2004.
- « Where do I stand, What do I want? », Londres, Artreview, 2007.
- Hal Foster (éd.), Lisa Lee (éd.), Critical Laboratory, the Writings of Thomas Hirschhorn, Cambridge, An October Book/The Mit Press, 2013  (ISBN 978-0-262-01925-5)
- Écrits d'artistes, Paris, Palais de Tokyo, 2014.
- Une volonté de faire, introduction par Sally Bonn, Paris, éd. Macula, 2015  (ISBN 978-2-86589-084-2)
- « Flamme éternelle », Rethinking Marxism, Vol. 27, No. 3, 2015, p.405-429.
- « Autonomy, Yes! Democracy, No! » in Anthony Gardner, Politically Unbecoming, Cambridge, MIT Press, 2015, p.149-191.
- « Museu precario Albinet, Thomas Hirschhorn » in Berta de Oliveira Melo, Arte, cidade, precariedade, Sao Paulo, Faculdade de arquitetura e urbanismo da universidade de Sao Paulo, 2013.
- « Voir et penser », Esprit, Puissance des images, n° 425-Juin 2016  (ISBN 978-2-37234-012-0)
- V.C.R.T., Valence/Madrid, Bombas Gens Centre d’Art/La Fábrica, 2022.

### Catalogues d'exposition

#### Expositions personnelles
- Manuel Joseph, Thomas Hirschhorn, Rueil-Malmaison, École des Beaux-Arts de Rueil-Malmaison, 1992.
- Daniel Castillejo, Pascale Cassagnau, Thomas Hirschhorn W.U.E. World-Understanding-Engine, Bilbao, Rekalde 2, 1996.
- Thomas Hirschhorn. In Rahmen der Ausstellung, Zürich, Galerie Susanna Kulli, 1996.
- Thomas Hirschhorn. Virus–Ausstellung, Berlin, Galerie Arndt & Partner, 1996.
- Angelika Nollert, Thomas Hirschhorn. Ein Kunstwerk, Ein Problem / One Artwork, One Problem / Une œuvre d'art, un problème, Francfort, Portikus, 1998  (ISBN 3-928071-39-4).
- World Corners, Londres, Chisenhale Gallery, 1998.
- Alison M. Gingeras (en), Thomas Hirschhorn, Londres, Chisenhale Gallery, 1998.
- Jochen Poetter (dir.), Marcus Steinweg (en), Thomas Hirschhorn. Rolex etc., Freundlichs "Aufstieg" und Skulptur-Sortier-Station-Dokumentation, Stuttgart, Museum Ludwig Koln, 1998  (ISBN 3893224300).
- Bernhard Fibicher, Swiss Army Knife, Berne, Kunsthalle, 1998  (ISBN 3-85780-117-4).
- Jean-Charles Masséra, World Corners: United Emmerdements of New Order, Saint-Etienne, Musée d’Art Moderne de Saint-Etienne, 1999  (ISBN 2-86744-865-4).
- James Rondeau, Hamza Walker, Okwui Enwezor, Jumbo Spoons and Big Cake, Chicago, The Art Institute of Chicago, 2000  (ISBN 978-0865591813).
- Bice Curiger, Short Guide Into the Work of Thomas Hirschhorn, New York, Barbara Gladstone Gallery, 2003  (ISBN 978-2951749337).
- Patricia Falguières, United Nations Miniatures, Malaga, Centro de arte contemporáneo, 2003.
- Utopia, Utopia = One World, One War, One Army, One Dress (Accessoiremaximalismus), Kiel, Kunsthalle, 2003.
- Musée Précaire Albinet, quartier du Landy, Aubervilliers, 2004, Aubervilliers, éditions Xavier Barral - Les Laboratoires d'Aubervilliers, 2005  (ISBN 2-915150-03-6)
- Catherine de Smet, Thomas Hirschhorn, exposition à l’Hôpital Ephémère (1992), Paris, 2009.
- Stand-Alone, Mexico, Museo Tamayo, 2008.
- The Subjecters, Madrid, La Casa Encendida, 2009.
- Exhibiting poetry today : Manuel Joseph, Aubervilliers, éd. Xavier Baral, 2010  (ISBN 978-2-91517-361-1).
- Too Too - Much Much, Deurle, Museum Dhondt-Dhaenens, 2010.
- Ulrike Lorenz (en), It's Burning Everywhere, Mannheim, Kunsthalle Mannheim, 2011  (ISBN 978-3-86828-214-6)
- Gramsci Monument, New York, Dia Art Foundation/Koenig Books London, 2015  (ISBN 978-3-86335-611-8)
- Les plaintifs, les bêtes, les politiques, Paris, Galerie Chantal Crousel, 2017.
- Thomas Hirschhorn. Maps, Zurich, JRP Ringier, 2018.
- What can I learn from you. What can you learn from me, Saskatoon, Remai Modern, 2018.
- Robert Walser-Sculpture, Berlin, éd. Hatje Cantz, 2020  (ISBN 3775746803).
- The Purple Line, Rome, MAXXI & Nero Publishing, 2021  (ISBN 978-88-8056-144-6).

#### Expositions collectives
- Harm Lux, Sylvie Fleury, Daniele Buetti, Thomas Hirschhorn, Alex Hanimann, Zürich, Shedhalle, 1992.
- AFRICUS. Johannesburg Biennale, Johannesburg, Transitional Metropolitan Council, 1995.
- Passions Privées, Paris, Musée d’Art Moderne de la Ville de Paris, éd. Paris-Musées, 1995  (ISBN 2879002311).
- Stilleben – Nature morte – Natura Morta – Still life, Zürich, Helmhaus Zürich, 1996.
- Bice Curiger, Freie Sicht aufs mittelmeer, Zürich, Kunsthaus/Scalo editions, 1998.
- La Biennale di Venezia, 48a Esposizione Internazionale d’arte, Venise, Marsilio Editori, 1999.
- Philippe Cuenat, Another Swiss Panorama. Geneva: 8e Biennale de l’Image en Mouvement, Saint-Gervais Genève, Centre pour l’image contemporaine, 1999.
- La santé des restes, Martigues, Musée Ziem/RMN editions, 2000.
- Arielle Pelenc, Vision Machine, Nantes, Musée des Beaux-Arts de Nantes/Somogy editions, 2000  (ISBN 2-85056-390-0).
- Utopie concrète, 10 ans, vingt-neuf expositions, Mouans-Sartoux, Espace de l’Art Concret, 2000.
- Jean-Charles Massera, Le prix Marcel Duchamp 2000, Paris, ADIAF, 2001.
- Bernhard Fibicher, Basics, Berne, Kunsthalle Bern, 2002.
- Ten Years, 1994-2004, Berlin, Arndt & Partner, 2004.
- 1, Place de la Concorde, Paris, Galerie Nationale du jeu de Paume, 2004.
- Lisa Mark (éd.), The Black Byrne Collection, Los Angeles, MOCA, 2005.
- Emergencies, Barcelone, Musac/León and Actar, 2005.
- Christine Macel, Jean-Pierre Criqui, Dionysiac, Paris, Centre Georges Pompidou, 2005  (ISBN 2-84426-259-7).
- Universal experience : Art, Life, and the Tourist’s Eye, New York, MCA Chicago, 2005.
- Shortcuts between reality and fiction, Florida, Bass Museum of Art, 2006.
- 7+1 Project Rooms, Vigo, Museum of Contemporary Art Vigo, 2008.
- Almeria, Paris, Galerie Chantal Crousel, 2010.
- The Luminous Interval/The D. Daskalopoulos Collection, Bilbao, Guggenheim Museum Bilbao, 2011.
- Kurt Schwitters-Plattform Untere Kontrolle, Hanovre, Walther Konig, 2012.
- Les Trois Grâces, Paris, Galerie Chantal Crousel, 2013.
- Les peaux créatrices, Paris, Klincksieck, 2014.
- Artistes et Architecture. Dimensions variables, Vérone, Éditions du Pavillon de l'Arsenal, 2015.
- Punto de Partida, coleccion Isabel y Agustin Coppel, Madrid, Fundacion Banco Santander, 2016.
- Flâneur: New urban narrative, Lisbonne, Instituto de História da Arte/Procur.arte, 2016.
- Arles 2016, Paris, Actes Sud, 2016.
- Good Dreams, Bad Dreams. American Mythologies. Selection from the Tony and Elham Salamé Collection—Aïshti Foundation, New York, Aïshti Foundation, 2016.
- Under the Clouds, From Paranoia to the Digital Sublime, Porto, Joa Ribas, 2016.
- Turbulencias, Obras da Coleçao "la Caixa" de Arte Contemporanea, Lisbonne, Camara Municipal de Lisboa/Fundaçao Bancaria "la Caixa", 2017.
- L'autre de l'image à la réalité. Blandine Roselle, Montreuil, Éditions Scala/La Maison Populaire, 2017.
- The Restless Earth, Milan, Fondazione La Triennale di Milano/Fondazione Nicola Trussardi, 2017.
- Alexis Jakubowicz et Camille Richert, Pour une once d'art, [Genève], Collection MKS, 2017.
- Le Musée Absent, Bruxelles, Wiels & Fonds Mercator, 2017.
- ReCycle, Paris, Galerie Chantal Crousel, 2018.
- What can I learn from you. What can you learn from me, Saskatoon, Remai Moden, 2018.
- Destruction is difficult. Indeed it is as difficult as Creation, Munich, Museum Villa Stuck, 2018.
- Artists as Iconographers, Paris, Ville du Parc/Edition Empire, 2018.
- Jean Marie del Moral, Processos 1978-2018, Palma, Fundacio Es Baluard Museu d'Art Modern i Contemporani de Palma, 2018.
- 00S. Collection Cranford : les années 2000, Montpellier, MO.CO Montpellier Contemporain/Silvana Editoriale, 2020.
- Le supermarché des images, Paris, Gallimard/Jeu de Paume, 2020  (ISBN 2072854687)
- Je suis la chaise, Paris, Galerie Chantal Crousel, 2023.
- Incarnations #2, Le corps dans les collections du macLYON, Lyon, musée d'art contemporain de Lyon, 2023.

### Ouvrages généraux
- Robert Fleck, Alison Gingeras, Philippe Vergne, Marcus Steinweg, « Doug Aitken, Nan Goldin, Thomas Hirschhorn », Parkett, vol. 57, 1999.
- Michael Archer, Art Since 1960, Londres, Thames & Hudson, World of Art series, 2002  (ISBN 9780500204245)
- Nicolas de Oliveira, Nicolas Oxley, Michael Petry, Installation Art in the New Millennium: The Empire of the Senses, Londres, The Museum of Installation/Thames & Hudson Publishers, 2002  (ISBN 978-0500284513)
- Uta Grosenick (éd.), Burkhard Riemscheinder (éd.), Art Now, 137 Artists at the Rise of the New Millenium, Köln, Taschen GmbH, 2002  (ISBN 9783822840931)
- Jean-Yves Jouannais, L’Idiotie, art, vie, politique – méthode, Paris, Beaux-arts magazine/livres, 2003  (ISBN 2842784316)
- Gilane Tawadros (éd.), Changing States. Contemporary Art and Ideas in an Era of Globalisation, Londres, Institute of International Visual Arts, 2004  (ISBN 1899846409)
- Claire Doherty (en) (éd.), Contemporary Art, From Studio to Situation, London, Black Dog Publishing, 2004  (ISBN 978-1904772064)
- Eric Laniol, Logiques de l’élémentaire (le dérisoire dans les pratiques contemporaines), Paris, Harmattan Editions, Esthétiques collection, “Ars” series, 2004  (ISBN 978-2747572385)
- Mark Coetzee, Not Afraid. Rubell Family Collection, London, Phaidon, 2004  (ISBN 978-0714843933)
- Sigismond de Vajay (dir.), Of Bridges and Borders, Zurich, SJRP Ringier, 2009  (ISBN 978-3-03764-081-4)
- Atlas of Modernity. The 20th and 21st Century Art Collection, Lodz, Museum Sztuki, 2009  (ISBN 978-83-63820-56-5).
- Hal Foster, Bad New Days. Art, Criticism, Emergency, Londres/New York, Verso, 2015  (ISBN 978-1784781484)
- Samuel Bianchini (dir.), Erik Verhagen (dir.), Practicable. From Participation to Interaction in Contemporary Art, Cambridge/Londres, The MIT Press, 2016  (ISBN 978-0262034753)
- Florian Gaité, Catherine Henkinet, Collaboration et co-création entre artistes, des années 1960 à nos jours, Canopé Editions/Futuroscope, 2018  (ISBN 978-2-240-04418-1)
- Anne de Mondenard, Isabelle-Cécile Le Mée, Comment regarder la photographie, Hazan, 2019  (ISBN 9782754110464)